# Nascar Craftsman Truck Series 2006
Nascar Craftsman Truck Series 2006 vanns av Todd Bodine.

## Delsegrare
| Bana          | Vinnare       |
| ------------- | ------------- |
| Daytona       | Mark Martin   |
| Fontana       | Mark Martin   |
| Atlanta       | Todd Bodine   |
| Martinsville  | David Starr   |
| Gateway       | Todd Bodine   |
| Charlotte     | Kyle Busch    |
| Mansfield     | Ron Hornaday  |
| Dover         | Mark Martin   |
| Texas         | Todd Bodine   |
| Michigan      | Johnny Benson |
| Milwaukee     | Johnny Benson |
| Kansas        | Terry Cook    |
| Kentucky      | Ron Hornaday  |
| Memphis       | Jack Sprague  |
| O'Reilly      | Rick Crawford |
| Nashville     | Johnny Benson |
| Bristol       | Mark Martin   |
| New Hampshire | Johnny Benson |
| Las Vegas     | Mike Skinner  |
| Talladega     | Mark Martin   |
| Martinsville  | Jack Sprague  |
| Atlanta       | Mike Bliss    |
| Texas         | Clint Bowyer  |
| Phoenix       | Johnny Benson |
| Homestead     | Mark Martin   |

## Slutställning
| Plats | Förare          | Poäng |
| ----- | --------------- | ----- |
| 1     | Todd Bodine     | 3666  |
| 2     | Johnny Benson   | 3539  |
| 3     | David Reutimann | 3530  |
| 4     | David Starr     | 3355  |
| 5     | Jack Sprague    | 3328  |
| 6     | Ted Musgrave    | 3314  |
| 7     | Ron Hornaday    | 3313  |
| 8     | Terry Cook      | 3265  |
| 9     | Rick Crawford   | 3252  |
| 10    | Mike Skinner    | 3219  |